# Благоевич, Вера
Вера Йовановна Благоевич (серб. Вера Јована Благојевић; 16 мая 1920, Белград — 18 марта 1942, Кленак) — сербская студентка-антифашистка, врач Народно-освободительной армии, Народный герой Югославии.

## Биография
Родилась 16 мая 1920 в Белграде. Родом из видной семьи: отец Йован — адвокат, мать Ана — домохозяйка. В возрасте трёх лет с родителями перебралась в Шабац, где окончила школу. Училась на медицинском факультете Белградского университета. Будучи ученицей школы, вступила в молодёжное революционное движение, в 1936 году вошла в состав Союза коммунистической молодёжи Югославии (особенно большую работу проводила она в Шапце).
В коммунистическую партию была принята в 1940 году. Осенью 1940 года был сформирован Шабацкий окружной комитет, членом которого стала Вера, по совместительству секретарь Шабацкого окркома СКМЮ. Часто она совершала поездки из Белграда в Шабац, доставляя коммунистическую литературу. Занималась организацией новых партийных ячеек.
После бомбардировки Белграда 6 апреля 1941 и начала Апрельской войны Вера сбежала из Белграда в Шабац, спасаясь от немецких войск. После оккупации Королевства Югославии и его распада она занялась вербовкой молодёжи Шапца в партизанские отряды. 29 июня 1941 она стала единственной женщиной-членом Шабацкого окружного комитета КПЮ. После формирования Мачванского партизанского отряда она занялась активной работой с женщинами Подринья, руководя культурно-просветительским обществом, в котором работали женщины-антифашистки. Под её руководством была открыта больница в Крупне.
Помимо политической работы, Вера занималась военным делом, участвуя в организации атаки на Шабац в сентябре 1941 года. В том сражении погиб её одногруппник Мика Митрович, Народный герой Югославии. После провальной атаки партизаны подверглись расправам со стороны полицаев в Мачве и Подринье. Мачванский партизанский отряд вынужден был отступить, а Вера осталась там для помощи местным жителям, несмотря на грозящую ей опасность. По собственной инициативе передавала пропагандистские листовки в Лозницу. Во время одного такого путешествия её захватили в плен четники, избив её. При помощи партизан Вера сбежала из тюрьмы, войдя в Мачванский партизанский отряд.
В конце декабря 1941 года Вера тяжело заболела, и друзья отправили её в Текериш. Мачванский партизанский отряд в это время вёл тяжёлую борьбу против немцев и четников в условиях холодной зимы, а в Мачве находились довольно много раненых. В начале 1942 года группа четников во главе с лозницким воеводой Лазаром Тешановичем начали операцию по истреблению партизан в Мачве, и в марте 1942 года Веру арестовали, передав в руки гестаповцев в Шабац.
В гестапо Веру подвергли пыткам, однако она отказалась отвечать на вопросы, не поверив даже обещаниям немцев отпустить её на свободу, если девушка расскажет о своих соратниках. 18 марта 1942 Вера была расстреляна с несколькими сотнями патриотов. Указом Иосипа Броза Тито от 6 июля 1953 она была посмертно награждена Орденом Народного героя.